# The Space Pirates
A The Space Pirates a Doctor Who sorozat negyvenkilencedik része, amit 1969. március 8. és április 12. között vetítettek hat epizódban. Ez volt a második alkalom, hogy Robert Holmes írta a forgatókönyvet, valamint jelenleg a sorozat utolsó része, amiből epizódok vesztek el.

## Történet
A mélyűri űrhajó vonalának menti állomásokat valakik elkezdik felrobbantani. A Tardis utasai az eseményekbe csöppennek, egy űrbányász által vezetett titkos társaság és a hatóságok csetepatéjába.

## Epizódok listája
| Epizód sorszáma | Bemutató napja    | Hossza | Nézők száma (millió) | Formátum                     |
| --------------- | ----------------- | ------ | -------------------- | ---------------------------- |
| 1               | 1969. március 8.  | 24:11  | 5,8                  | Csak képek és/vagy töredékek |
| 2               | 1969. március 15. | 25:02  | 6,8                  | 35 mm t/r                    |
| 3               | 1969. március 22. | 23:50  | 6,4                  | Csak képek és/vagy töredékek |
| 4               | 1969. március 29. | 22:25  | 5,8                  | Csak képek és/vagy töredékek |
| 5               | 1969. április 5.  | 24:44  | 5,5                  | Csak képek és/vagy töredékek |
| 6               | 1969. április 12. | 24:26  | 5,3                  | Csak képek és/vagy töredékek |

## Könyvkiadás
A könyvváltozatát 1990 márciusában adták ki.

## Otthoni kiadás
- VHS-n a megmaradt 2. epizódot 1991-n adták ki a Doctor Who - The Troughton Years kazettán.
- DVD-n a fent említett megmaradt epizódot a Lost in Time dobozban adták ki.

### Fordítás
- Ez a szócikk részben vagy egészben  a   The Space Pirates című angol Wikipédia-szócikk fordításán alapul.  Az eredeti cikk szerkesztőit annak laptörténete sorolja fel. Ez a jelzés csupán a megfogalmazás eredetét és a szerzői jogokat jelzi, nem szolgál a cikkben szereplő információk forrásmegjelöléseként.